# Antheraea kausalia
Antheraea kausalia är en fjärilsart som beskrevs av Rondot 1887?. Antheraea kausalia ingår i släktet Antheraea och familjen påfågelsspinnare. Inga underarter finns listade i Catalogue of Life.